# 小茴店镇
小茴店镇，是中华人民共和国河南省信阳市息县下辖的一个乡镇级行政单位。

## 行政区划
小茴店镇下辖以下地区：
小茴店村、孙棚村、大竹园村、杨楼村、陈空村、李甲道村、张瓦房村、谭楼村、刘大庄村、曹庄村、乌龙店村、郑岗村、梨园村、陈寨村、八一村、杜庄村、王楼村、刘孙庄村、易老庄村、陈伍庄村、易庄村、孙庄村、汪围孜村、魏楼村和老张庄村。